# 高野悦子 (二十歳の原点)
高野 悦子（たかの えつこ、1949年〈昭和24年〉1月2日 - 1969年〈昭和44年〉6月24日）は、日本の大学生。遺著『二十歳の原点』（にじゅっさいのげんてん）で知られる。

## 経歴
1949年、栃木県那須郡西那須野町（現・那須塩原市）出身。西那須野町立東小学校、西那須野町立西那須野中学校、栃木県立宇都宮女子高等学校を経て、立命館大学文学部史学科日本史学専攻に入学する。
3年生だった1969年6月24日未明、山陰本線二条駅 - 花園駅間で上り貨物列車に飛込み死亡した。
死後、20歳の誕生日から自殺にいたるまでの内面の葛藤を綴った日記が同人誌「那須文学」に掲載。1971年、新潮社から『二十歳の原点』というタイトルで出版され、広く読まれた。1973年には映画化もされた。
また、20歳になる以前の日記が『二十歳の原点序章』（1974年、新潮社）、『二十歳の原点ノート』（1976年、新潮社）として出版された。2009年、シリーズ3部作の新装版がカンゼンから発売された。

## 人物
- 大学近くのジャズ喫茶「しあんくれーる」にたびたび通っていたことが日記に書かれている。
- 登山に興味を持ち、ワンダーフォーゲル部に入部している。
- 詩人に憧れ、自身も多数の詩を書き残す。

## 日記が書かれた期間
- 『二十歳の原点ノート』

1963年1月1日（中学2年）から1966年11月22日（高校3年）まで
- 『二十歳の原点序章』

1966年11月23日（高校3年）から1968年12月31日（大学2年）まで
- 『二十歳の原点』

1969年1月2日（大学2年）から1969年6月22日（大学3年）まで